# 天王町 (横浜市)
天王町（てんのうちょう）は神奈川県横浜市保土ケ谷区の町名。現行行政地名は天王町1丁目及び天王町2丁目（字丁目）。住居表示未実施区域。

## 地理
保土ケ谷区の東部に位置し、東に西区浅間町、南東に西区南浅間町と保土ケ谷区岩間町、南西に神戸町、北東に宮田町、北西に川辺町と接している。町の東部を南北（正確には、やや南西～北東）に旧東海道が通り、東西方向には南から順に水道道、天王町商店街通り、国道16号の裏通り、国道16号が通り、国道の北側は宮田町となる。水道道を境に北が1丁目、南が2丁目となる。天王町商店街通りは、現在の川辺町一帯に富士瓦斯紡績の工場があったことから、戦前には「紡績前通り」あるいは「表門通り」と呼ばれ、保土ケ谷の代表的な商店街であった。かつては永楽館やライオン座などの映画館があったが、現在は近辺から映画館は姿を消した。水道道と旧東海道の交わる角には、町名の由来ともなった橘樹神社があり、毎年6月の第二土・日曜の祭礼には熱気に包まれる。
2丁目を東西に帷子川が流れ、川沿いには保土谷化学工業の工場跡地を再開発した天王町団地がある。帷子川右岸には相鉄本線天王町駅がある。

## 歴史

### 町名の由来
町名は、かつて牛頭天王社と呼ばれた橘樹神社に因んだ。

### 沿革
- 1927年（昭和2年）10月1日 - 帷子町の一部を編入し、天王町を新設設置[9]。
- 1940年（昭和15年）11月1日 - 神戸下町、岩間下町の各一部を編入[10]。
- 1970年（昭和45年）8月1日 - 西区浅間町、南浅間町の各一部との境界の調整[11]。
- 1974年（昭和49年）3月6日 - 天王町の一部を神戸町、川辺町の各一部へ編入。宮田町、岩間町との境界の調整[11]。
- 1976年（昭和51年）7月10日 - 神戸町の一部を編入。天王町の一部を川辺町へ編入[11]。

### 主な出来事
- 1930年（昭和5年）9月10日 - 天王町駅開業[12]。
- 1945年（昭和20年）5月29日 - 横浜大空襲。
- 1954年（昭和29年）7月23日 - 保土谷化学工業保土谷工場で爆発事故。作業員4人死亡、3人重軽傷[13]。
- 1968年（昭和43年）3月27日 - 天王町駅駅舎高架化。
- 1973年（昭和48年） - 保土谷化学工場閉鎖。

## 世帯数と人口
2025年（令和7年）6月30日現在（横浜市発表）の世帯数と人口は以下の通りである。
| 町名        | 世帯数    | 人口    |
| ----------- | --------- | ------- |
| 天王町1丁目 | 1,793世帯 | 2,646人 |
| 天王町2丁目 | 1,616世帯 | 2,643人 |
| 計          | 3,409世帯 | 5,289人 |

### 人口の変遷
国勢調査による人口の推移。
| 年                 | 人口  |
| ------------------ | ----- |
| 1995年（平成7年）  | 5,432 |
| 2000年（平成12年） | 5,329 |
| 2005年（平成17年） | 5,024 |
| 2010年（平成22年） | 4,951 |
| 2015年（平成27年） | 5,084 |
| 2020年（令和2年）  | 5,230 |

### 世帯数の変遷
国勢調査による世帯数の推移。
| 年                 | 世帯数 |
| ------------------ | ------ |
| 1995年（平成7年）  | 2,417  |
| 2000年（平成12年） | 2,534  |
| 2005年（平成17年） | 2,563  |
| 2010年（平成22年） | 2,625  |
| 2015年（平成27年） | 2,818  |
| 2020年（令和2年）  | 3,161  |

## 学区
市立小・中学校に通う場合、学区は以下の通りとなる（2024年11月時点）。
| 町名        | 番地 | 小学校             | 中学校             |
| ----------- | ---- | ------------------ | ------------------ |
| 天王町1丁目 | 全域 | 横浜市立帷子小学校 | 横浜市立宮田中学校 |
| 天王町2丁目 | 全域 | 横浜市立帷子小学校 | 横浜市立宮田中学校 |

## 事業所
2021年（令和3年）現在の経済センサス調査による事業所数と従業員数は以下の通りである。
| 町名        | 事業所数  | 従業員数 |
| ----------- | --------- | -------- |
| 天王町1丁目 | 273事業所 | 1,555人  |
| 天王町2丁目 | 123事業所 | 1,045人  |
| 計          | 396事業所 | 2,600人  |

### 事業者数の変遷
経済センサスによる事業所数の推移。
| 年                 | 事業者数 |
| ------------------ | -------- |
| 2016年（平成28年） | 381      |
| 2021年（令和3年）  | 396      |

### 従業員数の変遷
経済センサスによる従業員数の推移。
| 年                 | 従業員数 |
| ------------------ | -------- |
| 2016年（平成28年） | 3,106    |
| 2021年（令和3年）  | 2,600    |

## 交通

### 鉄道
- 相模鉄道本線
  - 天王町駅

### 道路
- 国道16号

## 施設
- 横浜市ほどがや地区センター
- 横浜信用金庫保土ケ谷支店
- 城南信用金庫天王町支店
- クリエイトSD
- 天王町南公園
- 橘樹神社

## その他

### 郵便番号
- 240-0003[3]（集配局：保土ヶ谷郵便局[23]）

### 警察
町内の警察の管轄区域は以下の通りである。
| 町名        | 番地 | 警察署         | 交番       |
| ----------- | ---- | -------------- | ---------- |
| 天王町1丁目 | 全域 | 保土ケ谷警察署 | 宮田町交番 |
| 天王町2丁目 | 全域 | 保土ケ谷警察署 | 宮田町交番 |